# Cymbale antique
Les cymbales antiques (parfois aussi appelées crotales) sont des instruments de la famille des percussions idiophones. Elles se présentent sous la forme de petits disques de diamètres variables, et reproduisent un peu la forme d'une cymbale. Les sons qu'elles émettent sont très cristallins, et ont la particularité de pouvoir être accordés.

## Instrument ancien
Les crotales sont des anciens instruments de percussion de Grèce et d'Égypte formés de deux plaques métalliques (aussi appelées claquettes).
Claude Debussy et Maurice Ravel s'en inspirent pour leurs partitions, afin de leur donner une couleur sonore asiatique ou antique.

## Instrument moderne
Le premier compositeur à en faire usage au XIXe siècle est Hector Berlioz, qui fit réaliser les premiers instruments modernes pour le Scherzo de la reine Mab de sa symphonie Roméo et Juliette (1839), puis pour une danse exotique (« Pas des esclaves nubiennes ») au IVe acte de son opéra, Les Troyens (1858).

Berlioz donne une description détaillée de l'instrument dans son Traité d'instrumentation et d'orchestration (1844) : 

« Les cymbales antiques sont fort petites, et leur son est d’autant plus aigu qu’elles ont plus d’épaisseur et moins de largeur. J’en ai vu au musée de Pompéi à Naples, qui n’étaient pas plus grandes qu’une piastre. Le son de celles-là est si aigu et si faible qu’il ne pourrait se faire distinguer sans un silence de tous les autres instruments. Ces cymbales servaient, dans l’antiquité, à marquer le rythme de certaines danses, comme nos castagnettes modernes, sans doute.

On en a fait usage récemment pour le scherzo féerique d’une symphonie ; l’auteur, dans ce morceau, en a employé deux paires de la dimension des plus grandes du musée de Pompéi, c’est-à-dire un peu moins larges que la main, et accordées à la quinte l’une de l’autre. La plus basse donnait le si au-dessus des portées (clef de sol) et la plus haute le fa aigu à la quinte supérieure.

Pour les bien faire vibrer, les exécutants, au lieu de heurter les deux cymbales en plein l’une contre l’autre, doivent les frapper seulement par un de leurs bords. Les fondeurs de cloches peuvent tous fabriquer ces petites cymbales qu’on coule en cuivre ou en airain d’abord, et qu’on tourne ensuite pour les mettre au ton désiré. Elles doivent avoir au moins trois lignes d’épaisseur. C’est encore un instrument délicat et mystérieux de la nature du glockenspiel ; mais le son en est moins cru, et peut néanmoins se faire entendre aisément au travers d’un grand orchestre jouant tout entier  ou . »

C'est à ce compositeur que l'on doit le terme « cymbales antiques », pour la raison qu'il expose lui-même dans son Traité. Aujourd'hui, les cymbales antiques se présentent par paires, ou sur une rangée de disques épais en bronze, soutenus par leur centre, qui peuvent se jouer frappés à l'aide de maillets ou d'une baguette de triangle. Cette dernière disposition présente un avantage, qui est de pouvoir frapper plusieurs notes dans un mouvement assez vif.
Dans ses Mémoires, Berlioz mentionne que pour le mouvement très rapide qu'il avait composé (à 
), deux musiciens étaient nécessaires pour manipuler simultanément deux instruments. Lors d'un concert en Russie, en 1847, « Romberg et Maurer, c'est-à-dire les deux maîtres de chapelle de Saint-Pétersbourg, s'étaient même chargés de la partie des petites cymbales antiques dans le scherzo de la reine Mab ».
Charles Kœchlin ajoute, dans son propre Traité de l'orchestration (1941), que « la cymbale antique est un merveilleux instrument, d'une poésie tout ensemble ardente et lointaine, mais il ne supporte pas la médiocrité d'un « alliage » mal composé, de sonorité dure et sans résonance. »

## Étendue
Les cymbales antiques peuvent être employées sur toute l'étendue suivante (avec les intervalles chromatiques) :
Le son est produit en frappant le côté de la cymbale avec une baguette en métal ou en bois. L'instrument peut être suspendu à un fil pour une résonance prolongée, ou posé au sommet d'une tige verticale. Selon Charles Koechlin, « les sons aigus semblent plutôt à l'octave de ceux que je note ici ; quant aux sons graves, on n'y remarque pas cette particularité. Il y a entre le grave et l'aigu une différence de timbre, de caractère, analogue à ce que l'on entend avec le célesta. »

## Emploi dans l'orchestre
L'usage des cymbales antiques s'est peu à peu généralisé, à partir du Prélude à l'après-midi d'un faune de Claude Debussy (1894). Pour cette partition, Debussy emploie encore le terme « cymbales antiques ». Cependant, la quatrième pièce des Épigraphes antiques s'intitule « pour la danseuse aux crotales », en 1914. Ce second terme se confond parfois avec le précédent.
Parmi les grandes œuvres musicales du XXe siècle faisant appel aux cymbales antiques, il convient de citer :
- Le Sacre du printemps d’Igor Stravinsky (1913),
- Les Noces de Stravinsky (1923),
- L'Enfant et les Sortilèges de Maurice Ravel,
- Études antiques de Charles Koechlin,
- La Course de printemps, op. 95 (du Livre de la jungle) de Charles Koechlin,
- Symphonie no 7 d'Alexandre Lokchine,
- Mantra de Karlheinz Stockhausen,
- From Me Flows What You Call Time de Toru Takemitsu,
- Folk Songs de Luciano Berio (1964),
- « Sons confondus », no 11 des Douze études d'interprétation pour piano et percussion de Maurice Ohana (1985)
- Short Ride in a Fast Machine de John Adams (1986)

### Traités d'orchestration
- Hector Berlioz, Traité d'instrumentation et d'orchestration, Paris, Henry Lemoine, 1993,
- Charles Koechlin, Traité de l'orchestration, Paris, Éditions Max Eschig (BNF 39725857).

### Ouvrages cités
- Hector Berlioz, Mémoires, Paris, Flammarion, coll. « Harmoniques », 1991 (ISBN 978-2-7000-2102-8), présentés par Pierre Citron.